# 王璥 (樂浪侯)
樂浪侯王璥（韓語：낙랑후 왕경，？—？），是高麗國第十任君主靖宗王亨的第三子。

## 生平
王璥的生母是容懿王后韓氏，有兄長哀殤君王昉和弟弟開城侯王暟。他的外祖父是韓彥恭（韓語：한언공）之子門下侍中韓祚（韓語：한조），而庶母容信王后韓氏也是他的姨姨；其子王詗就是他異母兄長。
叔父文宗即位後，只知他在文宗六年（1052年）冊封為開府儀同三司、守太保兼尙書令、上柱國、樂浪侯（韓語：개부의동삼사 수태보 겸 상서령 상주국 낙랑후），食邑二千戶，後加上「資仁保理佐化功臣」（韓語：수성협리봉덕공신）的稱號，後事則不詳。